# Stilobezzia pallidiventris
Stilobezzia pallidiventris är en tvåvingeart som först beskrevs av Malloch 1915.  Stilobezzia pallidiventris ingår i släktet Stilobezzia och familjen svidknott. Inga underarter finns listade i Catalogue of Life.